# Dryopteris borreri
Dryopteris borreri là một loài dương xỉ thuộc họ Dryopteridaceae. Loài này được Edward Newman mô tả khoa học đầu tiên năm 1854.